# تومويوكي هيراسي
تومويوكي هيراسي (平瀬 智行) (ولد 23 مايو 1977) هو لاعب كرة قدم ياباني، شارك في دورة الألعاب الاولمبية الصيفية عام 2000 في سيدني، أستراليا.

## روابط خارجية
- تومويوكي هيراسي على موقع الاتحاد الدولي (مؤرشف)  (الإنجليزية)
- تومويوكي هيراسي على موقع رابطة كرة القدم اليابانية للمحترفين (اليابانية)
- تومويوكي هيراسي على موقع قاعدة بيانات كرة القدم.إي يو (الإنجليزية)
- تومويوكي هيراسي على موقع ناشيونال فوتبول تيمز (الإنجليزية)
- تومويوكي هيراسي على موقع Soccerway.com (الإنجليزية)
- تومويوكي هيراسي على موقع عالم كرة القدم.نت (الإنجليزية)
- تومويوكي هيراسي على موقع أوليمبيديا (الإنجليزية)